# Sourzac
Sourzac é uma comuna francesa na região administrativa da Nova Aquitânia, no departamento Dordonha. Estende-se por uma área de 23,51 km². Em 2010 a comuna tinha 1 120 habitantes (densidade: 47,6 hab./km²).